# 大不列颠号蒸汽船
大不列顛号蒸汽船（英語：SS Great Britain）是英國的一個船舶博物館，位於英格蘭西南部城市布里斯托，曾經是一艘蒸汽旅客船，行駛於布里斯托至紐約的航路。SS大不列顛全長322英尺（98米），於1843年開始啟用。現在SS大不列顛是布里斯托港區的主要景點之一。
SS大不列顛由皇家學會會員伊桑巴德·金德姆·布鲁内尔設計，於1843年下水時，已是有史以來最大的浮船。SS大不列顛於1845年成為第一艘橫渡大西洋的蒸汽船，歷時14天。

## 外部連結
- Brunel's SS Great Britain—official website （页面存档备份，存于）
- I. K. Brunel（页面存档备份，存于）
- Panoramic tour from the BBC （页面存档备份，存于）
- The Great Britain Steamer （页面存档备份，存于） Australian Town and Country Journal, 31 December 1870, p. 17, at Trove

51°26′57″N 2°36′30″W / 51.4492°N 2.6084°W